# François Walker
Pour les articles homonymes, voir Walker.
François Walker, né le 3 juin 1888 à Lunéville et mort le 6 août 1951 à Clichy, est un gymnaste artistique français.

## Biographie
François Walker participe à la grande guerre durant laquelle il sera blessé.
Il s'est installé très jeune en région parisienne. Il occupait le poste d'ajusteur-mécanicien aux usines Citroën de Boulogne-Billancourt.
François Walker remporte avec l'équipe de France de gymnastique la médaille de bronze au concours général par équipes aux Jeux olympiques d'été de 1920 à Anvers. Il se classe quinzième du concours général individuel.
Un champion paralympique avant l'heure
Dans les archives, sa fiche militaire figure une mention particulière. Quelques semaines avant sa médaille aux JO de 1920, il a perçu une pension d'invalidité de 30%. Cette pension est devenue définitive en 1924 à cause d'une « paralysie au bras », et de « troubles de la vision » après une blessure par balle reçue en 1914.
« On peut le faire figurer parmi ces fameux champions paralympiques avant l’heure, car il était mutilé de guerre en 1914, et étonnamment médaillé six ans plus tard ! C'est un destin absolument incroyable », s'exclame Stéphane Gachet.